# Napalm

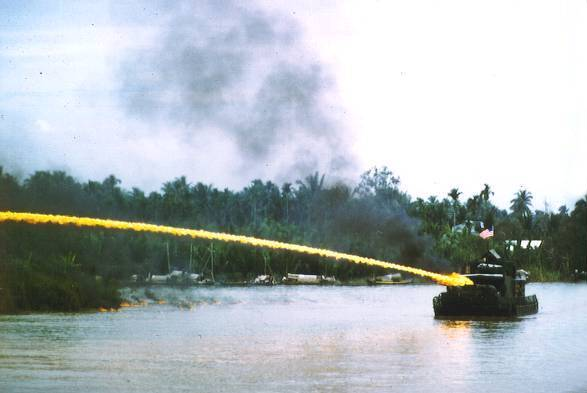
L'exèrcit estatunidenc feia servir napalm durant la guerra del Vietnam.

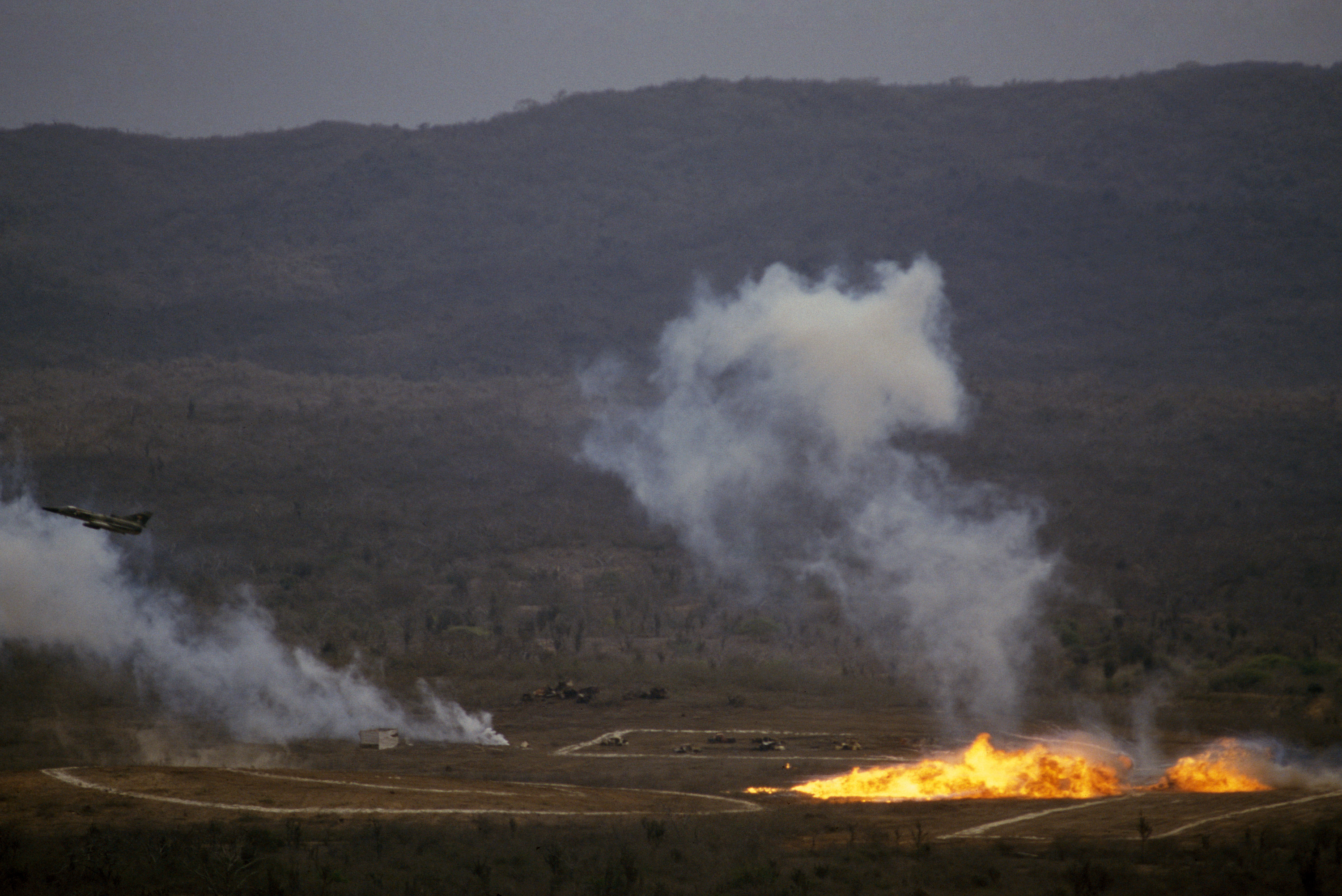
IAI Kfir de la FAE atacant un objectiu amb napalm durant els exercicis Blue Horizon.

El napalm és un combustible que produeix una combustió més duradora que la de la gasolina simple. Aquesta característica fa que hagi estat utilitzat per alguns exèrcits com a càrrega de les armes incendiàries des de la fi de la Segona Guerra Mundial.
El 1972, durant la guerra del Vietnam, un reporter vietnamita va capturar una fotografia en què es veuen uns nens que fugien del napalm llançat per forces nord-americanes. Al centre de la imatge es pot veure una nena anomenada Phan Thi Kim Phuc. La foto, publicada per diversos diaris tres dies després, va impactar per la representació de la guerra. Segons The New York Times, la foto «va alimentar el creixent sentiment antibèl·lic als Estats Units i potser va afanyar el final de la guerra».

## Característiques químiques
El nom és una fusió dels noms de dos dels constituents dels agents espessidors i gelificants originals: sals d'alumini co-precipitats d'àcid naftènic i palmític
Un altre dels components inicials del napalm era àcid fosfòric. En barrejar el sabó d'alumini amb gasolina s'obté un gel de gasolina, que esdevé una substància altament inflamable i que crema lentament. Es pot apagar mitjançant la immersió total en aigua o amb privació d'oxigen, però en qualsevol altre cas crema indefinidament. El napalm és capaç d'incinerar tota forma de vida, deixant edificis i objectes intactes per la seva capacitat d'expandir-se per l'oxigen.
Una de les empreses que va fabricar Napalm fins al 1969 és la Dow Chemical Company. Un nova variant, el Napalm B, conté benzè i poliestirè per estabilitzar la base de la gasolina, és més estable i doncs menys perillós per l'exèrcit atacant tot i quedar tant letal com l'original.

## Història
Durant la Segona Guerra Mundial els Aliats i l'Alemanya nazi van utilitzar la gasolina com arma llançaflames, ja que només la gasolina era un ràpid i eficaç dispositiu incendiari.:F57 Una substància addicional era necessària per produir una combustió de gran abast i persistència però que no es consumís veloçment.
Encara que els investigadors havien trobat maneres de fer gasolina convertida en gelatina, moltes d'elles van requerir cautxú com a component principal, que durant temps de guerra era una matèria escassa. El 1942, investigadors de la Universitat Harvard (conduïts per Louis Fieser) i el cos químic de l'Exèrcit dels Estats Units va trobar la solució: el napalm. Les proves en condicions operatives es van dur a terme al Jefferson Proving Ground en edificis de granges i, posteriorment, al Dugway Proving Ground en edificis dissenyats i construïts per representar els que es troben a les ciutats alemanyes i japoneses. Les bombes incendiàries amb napalm com combustible van ser utilitzades entre molts altres en el bombardeig de Dresden i contra el Japó. El primer ús estratègic registrat de bombes incendiàries de napalm es va produir en un atac de la Forces Aèries de l'Exèrcit dels Estats Units|US Army Air Force (USAAF)] sobre Berlín el 6 de març de 1944, utilitzant bombes incendiàries nord-americanes AN-M76 amb farciment de PT-1 (Pyrogel). El primer ús tàctic conegut per la USAAF va ser pel 368th Fighter Group, Ninth Air Force al nord-est de Compiègne, França 27 de maig de 1944 i els De Havilland Mosquito FB Mk. VI del N.º 140 Wing RAF, Second Tactical Airforce el 14 de juliol de 1944, que també va emprar l'incendiari AN-M76 en un atac de represàlia contra la 17a Divisió SS Panzergrenadier "Götz von Berlichingen" a Bonneuil-Matours. Soldats d'aquesta unitat de les Waffen SS havien capturat i després assassinat un presoner de guerra del SAS britànic, el tinent Tomos Stephens, que participava en l'Operació Bulbasket, i set combatents de la resistència francesa local. Encara que no se sabia en el moment de l'atac aeri, 31 presoners de guerra més de la mateixa unitat del SAS, i un aviador nord-americà que s'havia unit a la unitat del SAS, també havien estat executats. Després de la guerra, el refinament i el desenvolupament addicionals del napalm van ser empresos pel Govern dels Estats Units i els seus laboratoris afiliats.
Diversos països han fet ús del napalm durant conflictes armats. Les forces armades de Grècia el van utilitzar durant la Guerra Civil Grega, les forces de pau de l'ONU el van utilitzar en la Guerra de Corea, les forces mexicanes en contra de la guerrilla en Guerrero, Marroc en el Rif i el Sàhara Occidental, Colòmbia per grups subversius en la presa a Marquetalia, entre d'altres. No obstant això és l'exèrcit dels Estats Units el que més s'ha servit d'aquest element durant les seves nombroses incursions militars com en la Guerra del Vietnam o en la Guerra de l'Iraq o subministrament a l'exèrcit Dominicà de Rafael Leonidas Trujillo, en l'expedició del 14 de juny o a l'exèrcit Cubà de Fulgencio Batista durant la Revolució Cubana.
El napalm ha estat recentment utilitzat en el Sàhara Occidental (1976-1977), Iran (1980-88), Israel (1967, 1982), Brasil (1972), Nigèria (1969), Egipte (1973), Xipre (1974), Argentina (1982), Iraq (1980-88, 1991), Sèrbia (1994), Turquia (1974, 1997), El Salvador (1980-1992) i Angola. A més, va ser la principal arma usada pel dictador etíop Mengistu Haile Mariam per sufocar les insurreccions eritrees.

### La nena del napalm
El 8 de juny de 1972, durant la guerra del Vietnam, un avió estatunidenc va llançar una bomba de napalm a la zona de la població de Trang Bang. Refugiada en una pagoda es trobava Kim, de nou anys, amb la família. Van haver de fugir d'allà, per la qual cosa van córrer a la carretera, on va veure com un avió es dirigia cap a ella i de sobte el foc va cremar tota la vestimenta. Va sortir corrent mentre la seva pell es esclofollava per efecte del napalm, que havia cremat dues terceres parts del seu cos.
Mentre corria per la carretera, el fotògraf vietnamita Nick Ut va captar la icònica imatge sense que ella se n'adonés. Després la va portar a l'hospital de la zona, però no la volien rebre per no saber com tractar-la. Nick es va identificar com a fotògraf d'Associated Press i va amenaçar de dir als diaris l'endemà que la nena no havia rebut atenció. Els metges van cobrir llavors les ferides i l'endemà la van traslladar a l'Hospital de Nens de Saigon, mentre la seva família desconeixia el seu parador, ja que l'havien perdut a la carretera. Però a l'Hospital de Nens tampoc van saber com tractar-la i la van traslladar a la morgue perquè esperés la seva mort. Dècades després, un metge especialista a napalm li va explicar que les benes i la manca de tractament li van salvar la vida, ja que el napalm reacciona al contacte amb l'oxigen i torna a combustionar, en canvi, va estar tres dies tirada a la morgue, amb el químic apagant-se. Finalment, el seu germà la va trobar i la van portar llavors a un altre hospital, on va estar internada més d'un any, durant el qual seria sotmesa a nombroses operacions d'empelts de pell i posteriorment a anys de teràpia.
Kim ha descrit la seva experiència: “el napalm és el dolor més terrible que es pugui imaginar... l'aigua bull a 100 graus Celsius, el napalm genera temperatures de 800 a 1.200 graus centígrads”. La influència de la foto feta per Nick va ser tal, que alguns historiadors han considerat que la imatge va ajudar a frenar la guerra al Vietnam.

## Producció
Entre 1965 i 1969, la companyia Dow Chemical Company va produir napalm per a l'exèrcit estatunidenc. Després que arribessin notícies dels terribles efectes del napalm a l'opinió pública, Dow Chemical va patir boicots als seus productes. La direcció de la companyia va decidir que la seva principal obligació era amb el govern. Mentrestant, el napalm B es va convertir en un símbol de la guerra del Vietnam.

## Dret internacional
El dret internacional no prohibeix específicament l'ús de napalm o d'altres incendiaris contra objectius militars, però l'ús contra poblacions civils va ser prohibit per la Convenció sobre Certes Armes Convencionals (CCW) de l'ONU en 1980. El Protocol III de la CCW restringeix l'ús de totes les armes incendiàries, però diversos països no s'han adherit a tots els protocols de la CCW. Segons l'Institut Internacional de Recerca per a la Pau d'Estocolm (SIPRI), els països es consideren part de la convenció, que va entrar en vigor com a dret internacional el desembre de 1983, sempre que ratifiquin almenys dos dels cinc protocols. Aproximadament 25 anys després que l'Assemblea General l'adoptés, es va informar que els Estats Units ho van signar el 21 de gener de 2009, el primer dia complet en el càrrec del president Barack Obama. La seva ratificació està subjecta a una reserva que diu que el tractat es pot ignorar si salva vides civils. L'ONU també ha reconegut que els Estats Units van ratificar la CCW el març del 1995, 13 anys després que el país es convertís en signatari.

## En les arts
- A la pel·lícula El turó de l'hamburguesa, un parell de caces F-4 Phantom llancen una sèrie de bombes de napalm sobre els boscos.
- Al videojoc Call of Duty: Black Ops, com ratxa de baixes en mode multijugador, en el qual un caça McDonnell Douglas F-4 Phantom II passa a gran velocitat a baixa alçada sobre l'escenari deixant un rastre de mortífer napalm que dura 10 segons i que acaba amb un jugador gairebé instantàniament.
- A capítol 5 de la segona temporada de la sèrie de televisió The Walking Dead, mentre es fa una retrospectiva de l'inici dels fets es pot veure a més de mitja dotzena McDonnell Douglas F-4 Phantom II bombardejant la ciutat d'Atlanta.
- Les pel·lícules Apocalypse Now i Apocalypse Now Redux.
- Al títol del llibre Napalm al cor de Pol Guasch (de forma poètica).